# 田園ボーイズ
『田園ボーイズ』（でんえんボーイズ）は、日本のテレビドラマ。全6話。2020年に、独立UHF局を中心としたテレビ局で放映された。2020年9月には映画版が公開された。

## あらすじ
田舎町に暮らす青年・シンジは実家のガソリンスタンドで働いているが、冴えない毎日をすごしていた。そんなある日、シンジの中学時代の先輩・カタオカが帰省してシンジと再会するが、カタオカは地元の衰退ぶりを見て愕然とする。カタオカは現在、歌舞伎町のホストになって成功しており、シンジの憧れの存在だった。
地元の衰退ぶりを見たカタオカはシンジに町おこしとして地元にホストクラブを開業する事を提案する。シンジは幼馴染であるヤスオやジロウも誘いホストクラブ開業を目指す。

## 登場人物
シンジ（有澤樟太郎）
主人公。田舎町で家業のガソリンスタンドを手伝っているが、冴えない毎日を過ごしている。カタオカに触発されてホストクラブ開業を目指す。
カタオカ（伊万里有）
シンジの中学時代の先輩。現在は歌舞伎町でホストをしている。
ヤスオ（田中尚輝）
シンジの中学時代の同級生。職業は町役場の職員。堅実な性格。
ジロウ（松浦祐也）
シンジ、カタオカ、ヤスオ達の友人だが、彼らよりも年上。地元で農業に従事している。
シンタロウ（木下ほうか）
シンジの父。妻(シンジの母)はいない。ガソリンスタンドを営んでいるが、店を畳んで畑仕事をしようと考えている。楽観的な性格だが地元の青年団の委員長を務めているというしっかりした面もある。
ヤスコ（藤吉久美子）
ヤスオの母親。夫(ヤスオの父)はいない。若い頃は地元のマドンナ的存在で、モテる女性だった。息子のヤスオを溺愛している。
おトヨ（松金よね子）
シンジ達と同じ町に暮らす女性。夫と蕎麦店を営んでいたが、夫との死別後は一人で店を切り盛りしている。シンジ達のホストクラブ開業に協力する。
みどり（三津谷葉子）
地元の警察署に勤務する女性警察官。シンジ達が風営法の営業許可申請に行った際に応対した。シンジたちのホストクラブがオープンした際には客として来店したが、彼らの営業姿勢や仕事に対しての甘さを見抜いて「ホストなめんな！」と一喝した。

## 劇場版 田園ボーイズ
テレビドラマの後日談となっている。無事に「CLUB田園」をオープンさせたシンジ達のその後に起きた事件を描く。

## スタッフ
- 製作総指揮 - 吉田尚剛
- プロデューサー - 飯塚達介、向井達矢、高田理英子（ドルチェスター）
- 音楽監督 - 遠藤浩二
- スタントコーディネーター - 出口正義
- ロケ協力 - つくばフィルムコミッション、境町フィルムコミッション
- 制作プロダクション - ラインバック
- 製作者 - 永森裕二（AMG）、近藤和之（TVK）、橋本秀利（HTB）、木村知子（ABA）、水島鮎子（MXTV）、青柳恵一（群テレ）、出口雅史（テレ玉）、小森健一郎（チバテレ）、南哲也（KBS）、数井英司（YAB）、北島秀一（KBC）、有馬一昭（イオン）
- 企画・配給 - AMGエンタテインメント
- 製作 - 「田園ボーイズ」製作委員会（アミューズメントメディア総合学院、tvk、北海道テレビ、青森朝日放送、TOKYO MX、群テレ、テレ玉、チバテレ、KBS京都、山口朝日放送、KBC、イオンエンターテイメント）